# Sipunculus longipapillosus
Sipunculus longipapillosus är en stjärnmaskart som beskrevs av Murina 1968. Sipunculus longipapillosus ingår i släktet Sipunculus och familjen Sipunculidae. Inga underarter finns listade i Catalogue of Life.